# Aguardiente
Aguardiente (aigardent en occitan, aiguardent en catalan, aguardente en portugais, augardente en galicien) est un nom espagnol générique signifiant littéralement « eau ardente » (de agua ardiente) et désignant essentiellement en Espagne des eaux-de-vie de vin, mais parfois d'autres alcools dans les pays hispaniques.

## Étymologie
Selon l'Académie royale espagnole, Aguardiente vient de agua ardens, un alcool à base d'anis et canne à sucre.
Le mot « aguardiente » est masculin en espagnol, et féminin lorsqu'il est francisé (l'occitan « aigardent » et le catalan « aiguardent » sont également masculins, quand le portugais « aguardente » et le galicien « augardente » sont féminins).

## Historique
Depuis le début des années 2000, les distilleries réduisent les doses de sucre de l'Aguardiente pour conquérir de nouveaux consommateurs.

## Espagne

### Galice
La Galice, au nord-ouest de l'Espagne, est réputée pour la qualité et la variété de ses augardentes. La plus célèbre est probablement l’augardente de orujo, qui est obtenue par distillation de raisins et est très claire. Elle contient généralement plus de 50 % d'alcool, parfois plus et est faite encore aujourd'hui dans de nombreux villages galiciens. L’augardente de herbas, qui est d'une couleur plus jaune, est une liqueur douce faite avec de l’augardente de orujo, des herbes et de la camomille. La liqueur de café est très foncée, c'est une liqueur douce faite avec de l’augardente de orujo, du café et du sucre. La crema de caña est une liqueur de crème à base d'augardente, de café, de crème, de lait et de quelques autres ingrédients. Elle est assez similaire à la liqueur de crème irlandaise. 
Dans certains endroits de Galice, un petit verre était traditionnellement pris au petit déjeuner, comme remontant avant une dure journée de travail. Il convient de noter que le mot orujo est espagnol et non galicien, mais est utilisé pour distinguer les augardentes galiciennes et espagnoles de celles des autres pays.

### Catalogne
Dans les Pyrénées catalanes, l'aiguardent est utilisée dans la préparation du fromage, appelé tupí.

## Mexique
Au Mexique, elle consiste généralement en un mélange de rhum et de mezcal[réf. nécessaire].

## Colombie
En Colombie, l'aguardiente est une liqueur anisée à base d'alcool de canne à sucre, très populaire dans les régions andines, et qui peut être considérée comme la boisson nationale. Cette aguardiente titre environ 30° d'alcool.
La production industrielle d'Aguardiente dans le pays commence en 1784-1787 avec le lancement des usines Real Fábrica de Aguardiente en Nueva Granada.
L'aguardiente est produite sous le contrôle de chaque département colombien, et la quantité d'anis varie d'une marque à l'autre, offrant ainsi une gamme de liqueurs différentes qui peuvent être vendues d'un département à l'autre. Seuls six départements sur dix-neuf en Colombie produisent l'Aguardiente. Cette situation provoque des tensions économiques, certains départments appliquant des monopoles de distribution à l'intérieur de leurs frontières,.
Les marques parmi les plus populaires (ci-dessous suivies de leur département d'origine) incluent :
- Antioqueño (Antioquia)
- Líder (Boyacá)
- Cristal (Caldas)
- Extra del Caquetá (Caquetá)
- Nectar (Cundinamarca)
- Doble Anís (Huila)
- Llanero (Meta)
- Nariño (Nariño)
- Quindiano (Quindío)
- Superior (Santander)
- Tapa Roja (Tolima)
- Blanco (Valle del Cauca)

## Pérou et Chili
- Pisco

## Équateur
L'aguardiente est à la base du pájaro azul, une liqueur locale.

## Portugal
- Aguardentes da Lourinhã
- Aguardente de Medronho
- Poncha est un cocktail alcoolisé à base d'eau de vie de canne à sucre, typique de l'archipel de Madère.